# Селище (Харьковская область)
Селище (укр. Селище), село, 
Моначиновский сельский совет, 
Купянский район, 
Харьковская область.
Код КОАТУУ — 6323783909. Население по переписи 2001 года составляет 1 (1/- м/ж) человек.

## Географическое положение
Село Селище находится на расстоянии в 2 км от сёл Николаевка Вторая и Василевка.
В 2-х км находится железнодорожная станция Селеще.
К селу примыкает лесной массив (дуб).

## Происхождение названия
от слова "селище" в переводе с украинского "посёлок"

## История
- 1863 — дата основания.